# Lijst van bisschoppen van Terwaan

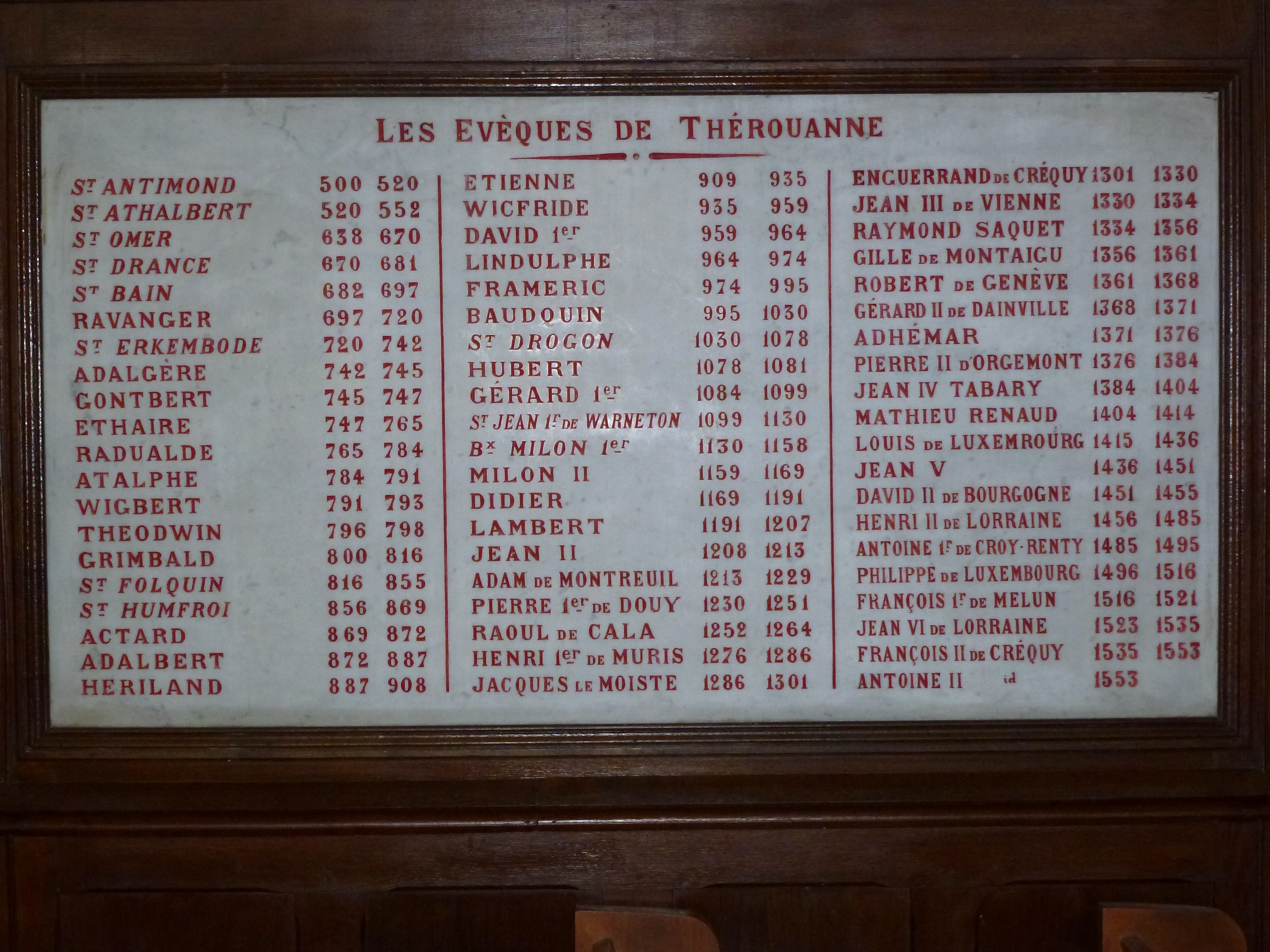
Plaquêtte met de namen van de bisschoppen van Terwaan in de kerk van St Martin in Terwaan

Dit is een lijst van bisschoppen van Terwaan.  De oude bisschopsstad Terwaan werd in 1553 door keizer Karel V verwoest en het bisdom Terwaan in 1559 gesplitst in deze van Boulogne, Ieper en Sint-Omaars.
- voor 639-na 667: H. Audomarus
- ?: Draucius
- na 667-ca. 669/701: Bainus
- rond 669/701-ca. 721/723: Ravengerus
- rond 721/723-ca. 737/742: Erkembodo
- vanaf ca. 739: Adalgerus
- tot voor 747: Gumbertus
- 747-748: Aethereus
- ?: Rodwaldus
- ?: Athalphus
- ?: Wigbertus
- voor 798-na 798: Theoduinus
- na 798-voor 814/817: Grimbaldus
- 817-855: H. Folquinus van Terwaan
- 856-869: H. Hunfrid
- 869-872: Actardus
- 872-887: Adalbertus (afgetreden) † 914
- 887-na 900: Herilandus (afgetreden) † 920
- 909 ca. 935: Stefanus
- 935-959: Wicfridus
- 959-964: David van Terwaan (David I)
- 964-995: Framericus
- 995-1030: Boudewijn
- 1030-1078: Drogo
- 1078-1081: Hubertus (afgetreden)
- 1082-1083: Lambertus I van Belle
- 1084-1099: Gerard I (afgetreden)
- 1099-1130: Jan I van Waasten
- 1130-1158/1159: Milo I
- 1159-1169: Milo II
- 1169-1191: Desiderius
- 1191-1207: Lambert II
- 1207-1213: Jan II
- 1213-1229: Adam
- 1229-1250: Peter I van Doij
- 1252-1262: Rudolf van Chelles
- 1262-1276: sedisvacatie
- 1276-1286: Hendrik van Murs
- 1287-1301: Jakob van Boulogne
- 1301-1330: Enguerrand de Créqui
- 1330-1334: Jan III de Vienne
- 1334-1356: Raymond Saquet
- 1356-1361: Gilles Aycelin de Montaigut
- 1361-1368: Robert van Genève
- 1368-1371: Gerard II van Dainville
- 1371-1376: Adhemar Roberi
- 1376-1384: Peter II d'Orgemont
- 1384-1403: Jan IV Tabari
- 1404-1414: Matthieu de Bapaume
- 1415-1436: Lodewijk van Luxemburg
- 1436-1451: Jan V de Jonge
- 1451-1455: David van Bourgondië (David II)
- 1456-1485: Hendrik van Lotharingen-Vaudemont
- 1485-1496: Antoon van Croÿ
- 1496-1513: Filips van Luxemburg
- 1513-1521: Frans I van Melun
- 1521-1535: Jan VI van Lotharingen-Guise
- 1535-1537: Frans II van Créquy
- 1553: Antoine II de Créquy